# NGC 5264
NGC 5264 é uma galáxia irregular (IBm) localizada na direcção da constelação de Hydra. Possui uma declinação de -29° 54' 43" e uma ascensão recta de 13 horas, 41 minutos e 36,6 segundos.
A galáxia NGC 5264 foi descoberta em 30 de Março de 1835 por John Herschel.